# Kayan Murik
Kayan Murik är ett utrotningshotat malajo-polynesiskt språk som talas i Malaysia (Sarawak). Antalet talare är idag 1120.